# Amilcare Paulucci delle Roncole
Amilcare Paulucci delle Roncole (Modena, 1773 – Padova, 17 marzo 1845) è stato un ammiraglio austriaco.

## Biografia

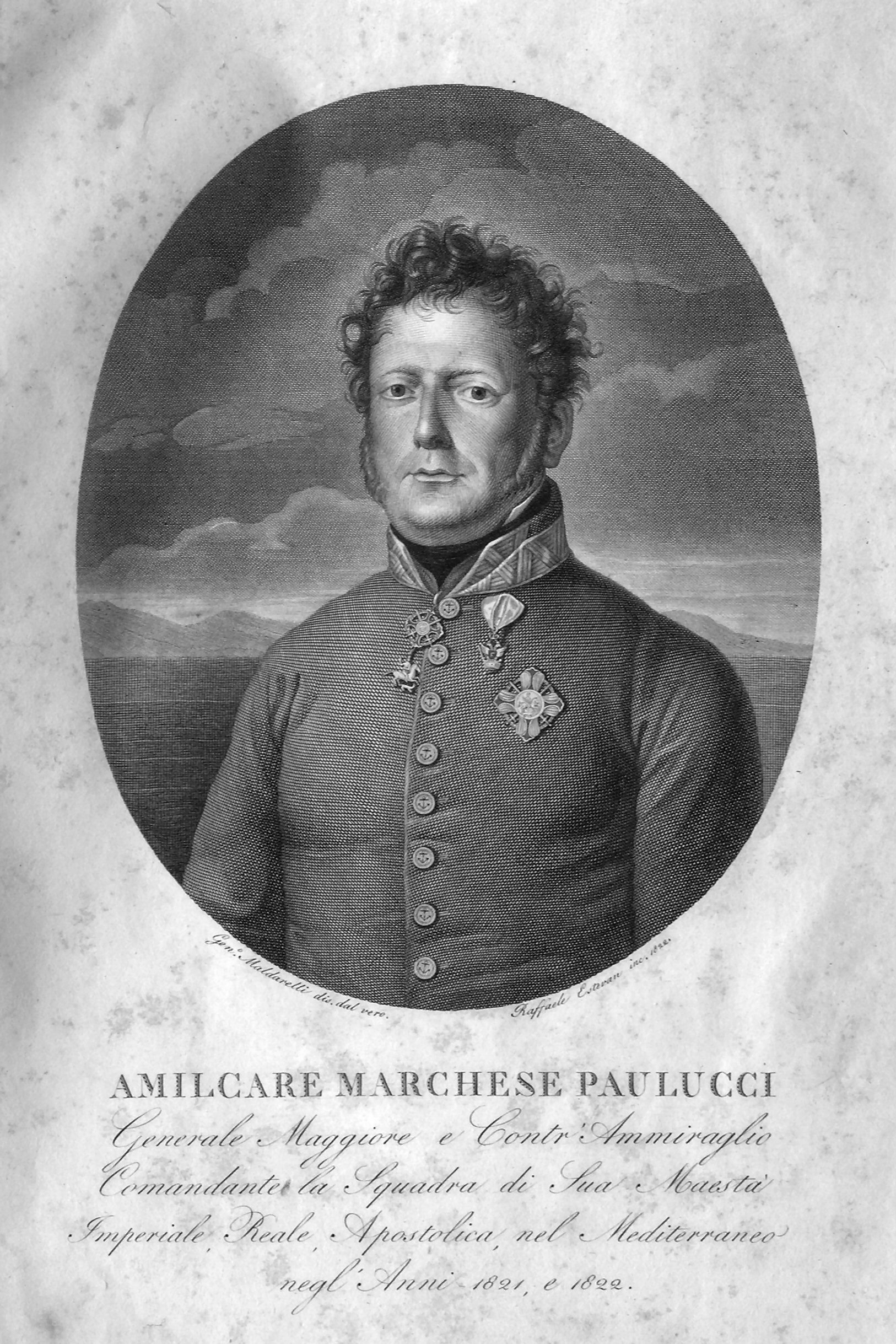
Amilcare Paolucci, marchese delle Roncole

Fra il 1787 ed il 1799, il marchese delle Roncole servì nella marina napoletana, dove conseguì il grado di capitano di fregata. Nel 1805 divenne ispettore generale della Marina Militare del Regno Italico, con sede a Milano. Nel 1806 prese il comando della flotta da guerra italica a Venezia. Si distinse nelle campagne contro la pirateria nel Mediterraneo e contro i britannici; nel maggio 1808, durante la campagna dell'Adriatico, venne gravemente ferito e cadde in mano al nemico; trascorse quattro anni come prigioniero di guerra in Malta, fino al 1812. Nel 1814, con la fine del Regno Italico, venne integrato nella Marina Austro-Veneta, dove fece carriera fino a diventare comandante in capo e mantenere il comando per venti anni, dal 1824 al 1844. In tal veste s'impegnò nel migliorare la formazione degli equipaggi e i servizi a bordo e si applicò con solerzia alla riorganizzazione dell'Arsenale di Venezia. Molto apprezzato per i suoi servigi, venne promosso prima viceammiraglio e poi ammiraglio, ma poi fu messo in pensione per motivi politici; il governo di Vienna, infatti, gli imputò un certo lassismo riguardo all'infiltrazione della Carboneria e della Giovine Italia tra gli equipaggi e fin nei ranghi degli ufficiali.
Paulucci delle Roncole, oltre ai meriti marinari, ha anche un merito storico: se il Bucintoro, la nave cerimoniale dei Dogi della Repubblica di Venezia, può oggi uscire da stampe e quadri e tornare a navigare, è anche soprattutto grazie all'ammiraglio austriaco. Infatti, nel 1824, prima della demolizione definitiva, l'allora viceammiraglio Paulucci delle Roncole fece eseguire all'ingegnere Giovanni Casoni il modello in scala 1:10 che attualmente è conservato presso il Museo Storico Navale di Venezia, facendogli prendere le mosse dai resti che rimanevano all'Arsenale dall'epoca napoleonica, quando la nave - per motivi ideologico-rivoluzionari - fu data alle fiamme. Tale modello riproduce con la maggior fedeltà possibile l'ultimo Bucintoro.